# Stenbrohults distrikt
Stenbrohults distrikt är ett distrikt i Älmhults kommun och Kronobergs län. Distriktet ligger nordost om Älmhult. 

## Tidigare administrativ tillhörighet
Distriktet inrättades 2016 och utgörs av socknen Stenbrohult i Älmhults kommun.
Området motsvarar den omfattning Stenbrohults församling hade 1999/2000.